# كيلي أوزبورن
كيلي لي أوزبورن (بالإنجليزية: Kelly Osbourne)‏ (مواليد 27 أكتوبر 1984) مصمّمة أزياء ومغنية وممثلة وعارضة أزياء بريطانية، ظهرت كيلي للأضواء بعد ظهورها في برنامج تلفزيون الواقع لعائلتها أوزبورن الذي حصلت العائلة من خلاله على جائزة إيمي كأفضل برنامج تلفزيون الواقع. أطلّت كيلي في برنامج الرقص مع النجوم، حيث حصلت هي وشريكها المحترف في الرقص لويس فان أمستل على المركز الثالث.عملت كلي أوزبورن مقدمة برنامج بروجكت كاتووك بين عامي (2007–2008) وبرنامج شرطة الأزياء (2010–2015) وحكمًا في بروجكت كاتووك جونيور (2015–2017) وأستراليا غوت تالنت (2016). لعبت أيضًا الدور الصوتي لهيلدي جلوم في سلسلة ديزني إكس دي للرسوم المتحركة ذا 7دي بين عامي (2014-2016).
كمغني أصدرت كيلي أوزبورن ألبومين في الاستوديو: Shut Up (2002) وSleeping in the Nothing (2005). في عام 2003، تعاونت مع والدها في أغنية "Changes" (أغنية Black Sabbath) التي وصلت إلى المرتبة الأولى في مخطط الفردي في المملكة المتحدة.

## نشأتها
ولدت أوزبورن في وستمنستر، لندن. لديها شقيقين أختها الكبرى إيمي، وأخوها الأصغر جاك. أيضًا أخوة غير أشقاء هم جيسيكا هوبز ولويس جون أوزبورن. نشأت كيلي وهي تسافر مع والدها أثناء قيامه بجولة، وعاشت في أكثر من 20 منزلًا معظمها في الولايات المتحدة، والمملكة المتحدة. كان جدها لأمها دون أردن مدير موسيقى إنجليزي. والدتها من أصل أيرلندي ويهودي.

## روابط خارجية
- كيلي أوزبورن على موقع IMDb (الإنجليزية)
- كيلي أوزبورن على موقع ألو سيني (الفرنسية)
- كيلي أوزبورن على موقع ميوزك برينز (الإنجليزية)
- كيلي أوزبورن على موقع أول موفي (الإنجليزية)
- كيلي أوزبورن على موقع إن إن دي بي (الإنجليزية)
- كيلي أوزبورن على موقع أول ميوزيك (الإنجليزية)
- كيلي أوزبورن على موقع ديسكوغز (الإنجليزية)
- كيلي أوزبورن على موقع قاعدة بيانات الفيلم (الإنجليزية)
- كيلي أوزبورن على موقع كينوبويسك (الروسية)